# Janusz Jabłoński
Janusz Jabłoński (ur. 16 grudnia 1939 w Wilnie, zm. 21 listopada 2006) – polski okulista, doktor habilitowany medycyny.
Był synem Walentyny (okulistki) i Arkadiusza (prawnika). Rodzina Jabłońskich po zakończeniu wojny przeprowadziła się do Gdyni. Dyplom lekarski zdobył w 1963 roku na Akademii Medycznej w Gdańsku (obecnie Uniwersytet Medyczny). Staż podyplomowy odbył w Wejherowie. Doktoryzował się w 1972 roku na podstawie pracy "Badania nad jednoczesnym działaniem guanetydyny i katecholamin na mięsień rozwieracz źrenicy". Habilitację uzyskał w 1979 roku na podstawie oceny dorobku i rozprawy "Badania farmakologiczne i histochemiczne nad układem adrenergicznym oka". W latach 1966–1979 pracował w Klinice Chorób Oczu gdańskiej Akademii Medycznej. Od 1979 do 2006 roku był ordynatorem Oddziału Okulistycznego w gdańskim Szpitalu Wojewódzkim. Był też pomorskim konsultantem wojewódzkim w dziedzinie okulistyki w latach 1979-1999.
Wieloletni członek Polskiego Towarzystwa Okulistycznego. W pracy klinicznej i badawczej specjalizował się w problematyce układu adrenergicznego oka oraz diagnostyce i chirurgicznym leczeniu zaćmy (m.in. operował metodą fakoemulsyfikacji). Swoje prace publikował w czasopismach krajowych i zagranicznych, m.in. w Klinice Ocznej.